# Fábio Santos Romeu
Fábio Santos Romeu, noto anche con lo pseudonimo di Esperienza (San Paolo, 16 settembre 1985), è un ex calciatore brasiliano con passaporto portoghese, di ruolo difensore.

## Caratteristiche tecniche
Possiede un'ottima resistenza ed un discreto traversone, che garantiscono alla sua squadra un buon contributo offensivo.

## Carriera

### Club
Cresciuto nel settore giovanile del San Paolo, Fábio Santos si mise in evidenza nella sua prima stagione da professionista, nel 2003. La sua prima partita, giocata da titolare, in Copa Sudamericana, vide il San Paolo battere il Grêmio per 4-1. Grazie alle buone prestazioni, il terzino si mise sullo stesso piano di titolari come Gustavo Nery e Fabiano. Nel 2004 diventò titolare fisso della squadra, ma venne criticato in quanto l'eliminazione in semifinale di Libertadores per mano dell'Once Caldas venne anche da un suo errore di marcatura. Nonostante questo, continuò come titolare fino all'arrivo di Júnior, che lo relegò al ruolo di riserva. Con il club vinse il Campionato Paulista e la Coppa Libertadores 2005, e la Coppa del Mondo per club 2005.
Nel 2006 fu mandato in prestito al Kashima Antlers in Giappone, del tecnico Paulo Autuori, che aveva lavorato con il terzino l'anno precedente.
Nel 2007 passò al Cruzeiro, nuovamente richiesto da Paulo Autuori. A fine stagione, si trasferì al Monaco. In prestito al Santos fino al dicembre 2008, nel gennaio 2009 fu messo sotto contratto dal Grêmio.
Il 12 gennaio 2011 ha firmato un contratto annuale col Corinthians.

### Nazionale
Giocò per il Brasile under 20 al Mondiale Under-20 2005 tenutosi nei Paesi Bassi.

## Statistiche

### Presenze e reti nei club
Statistiche aggiornate al 26 dicembre 2010.
| Stagione         | Squadra          | Campionato       | Campionato | Campionato | Coppe nazionali | Coppe nazionali | Coppe nazionali | Coppe continentali | Coppe continentali | Coppe continentali | Altre coppe | Altre coppe | Altre coppe | Totale | Totale |
| Stagione         | Squadra          | Comp             | Pres       | Reti       | Comp            | Pres            | Reti            | Comp               | Pres               | Reti               | Comp        | Pres        | Reti        | Pres   | Reti   |
| ---------------- | ---------------- | ---------------- | ---------- | ---------- | --------------- | --------------- | --------------- | ------------------ | ------------------ | ------------------ | ----------- | ----------- | ----------- | ------ | ------ |
| 2003             | San Paolo        | A                | 13         | 0          |                 | -               | -               |                    | -                  | -                  |             | -           | -           | 13     | 0      |
| 2004             | San Paolo        | A                | 27         | 1          |                 | -               | -               |                    | -                  | -                  |             | -           | -           | 27     | 1      |
| 2005             | San Paolo        | A                | 13         | 1          |                 | -               | -               | CL                 | 1                  | 0                  |             | -           | -           | 14     | 1      |
| 2006             | San Paolo        | A                | 2          | 0          |                 | -               | -               |                    | -                  | -                  |             | -           | -           | 2      | 0      |
| Totale San Paolo | Totale San Paolo | Totale San Paolo | 55         | 2          |                 | -               | -               |                    | -                  | -                  |             |             |             | 56     | 2      |
| 2006             | Kashima Antlers  | JL               | 20         | 3          | CI              | 4               | 0               |                    | -                  | -                  | CYM         | 3           | 0           | 27     | 3      |
| 2007             | Cruzeiro         | A                | 4          | 0          |                 | -               | -               |                    | -                  | -                  |             | -           | -           | 4      | 0      |
| 2008             | Monaco           | L1               | 5          | 1          |                 | -               | -               |                    | -                  | -                  |             | -           | -           | 5      | 1      |
| 2008             | Santos           | A                | 5          | 0          |                 | -               | -               |                    | -                  | -                  |             | -           | -           | 5      | 0      |
| 2009             | Grêmio           | A                | 18         | 1          |                 | -               | -               | CL                 | 11                 | 1                  |             | -           | -           | 29     | 2      |
| 2010             | Grêmio           | A                | 24         | 1          | CB              | 4               | 0               | CS                 | 2                  | 0                  |             | -           | -           | 30     | 1      |
| 2011             | Corinthians      | A                | 4          | 0          |                 | -               | -               | CL                 | 2                  | 0                  |             | -           | -           | 0      | 0      |
| Totale Grêmio    | Totale Grêmio    | Totale Grêmio    | 42         | 2          |                 | 4               | 0               |                    | 13                 | 1                  |             |             |             | 59     | 3      |
| Totale carriera  | Totale carriera  | Totale carriera  | 135        | 8          |                 | 8               | 0               |                    | 16                 | 1                  |             | 3           | 0           | 162    | 9      |

## Palmarès

### Competizioni statali
- Campionato paulista: 1

San Paolo: 2005
- Campionato Gaucho: 1

Grêmio: 2010

### Competizioni nazionali
- Campionato brasiliano: 1

Corinthians: 2011

### Competizioni internazionali
- Coppa Libertadores: 2

San Paolo: 2005
Corinthias: 2012
- Coppa del mondo per club: 2

San Paolo: 2005
Corinthians: 2012
- Recopa Sudamericana: 1

Corinthians: 2013